# خوان گومز د مورا
 خوان گومز د مورا (انگلیسی: Juan Gómez de Mora؛ ۱۵۸۶ – ۱۶۴۸) یک معمار اهل اسپانیا بود. 